# Pbv 302
Пансарбандвагн 302 (швед. Pansarbandvagn 302) — шведский гусеничный бронетранспортёр. Разработан компанией «Хэгглунд ох Сёнер» (швед. Hägglund & Söner) как заменa бронетранспортёрам Pbv 301 и M113. Состоял только на вооружение шведской армии, участвовал в боевых действиях в Боснии в 1990-х и Косово 2000-х.
29 мая 2024 года Министерство обороны Швеции объявило, что отдаст Украине все имеющиеся (около 200 единиц) у него бронетранспортеры PBV 302.

## Описание конструкции

### Общая компоновка
Бронетранспортер Pbv 302 имеет характерную коробчатую форму, за исключением наклонных лобовых бронеплит. Механик-водитель сидит впереди, командир и наводчик позади него, в центре машины, по бокам. Десантное отделение находится в корме. Двигатель и трансмиссия находятся под полом машины. Корпус сварен из стальных плит, причём боковые имеют двухслойную структуру. Наклонные лобовые плиты могут выдержать попадание 20-мм снаряда либо ударного FPV-дрона. Десантное отделение предназначено для 10 солдат, которые сидят вдоль бортов, лицом друг к другу. Десант покидает машину через кормовую двухстворчатую дверь. Кроме того, имеются два больших люка, открывающихся с помощью гидравлического привода, через которые можно вести огонь из личного оружия. Ввиду небольших размеров, Pbv 302 считается сравнительно тесной машиной.

### Вооружение

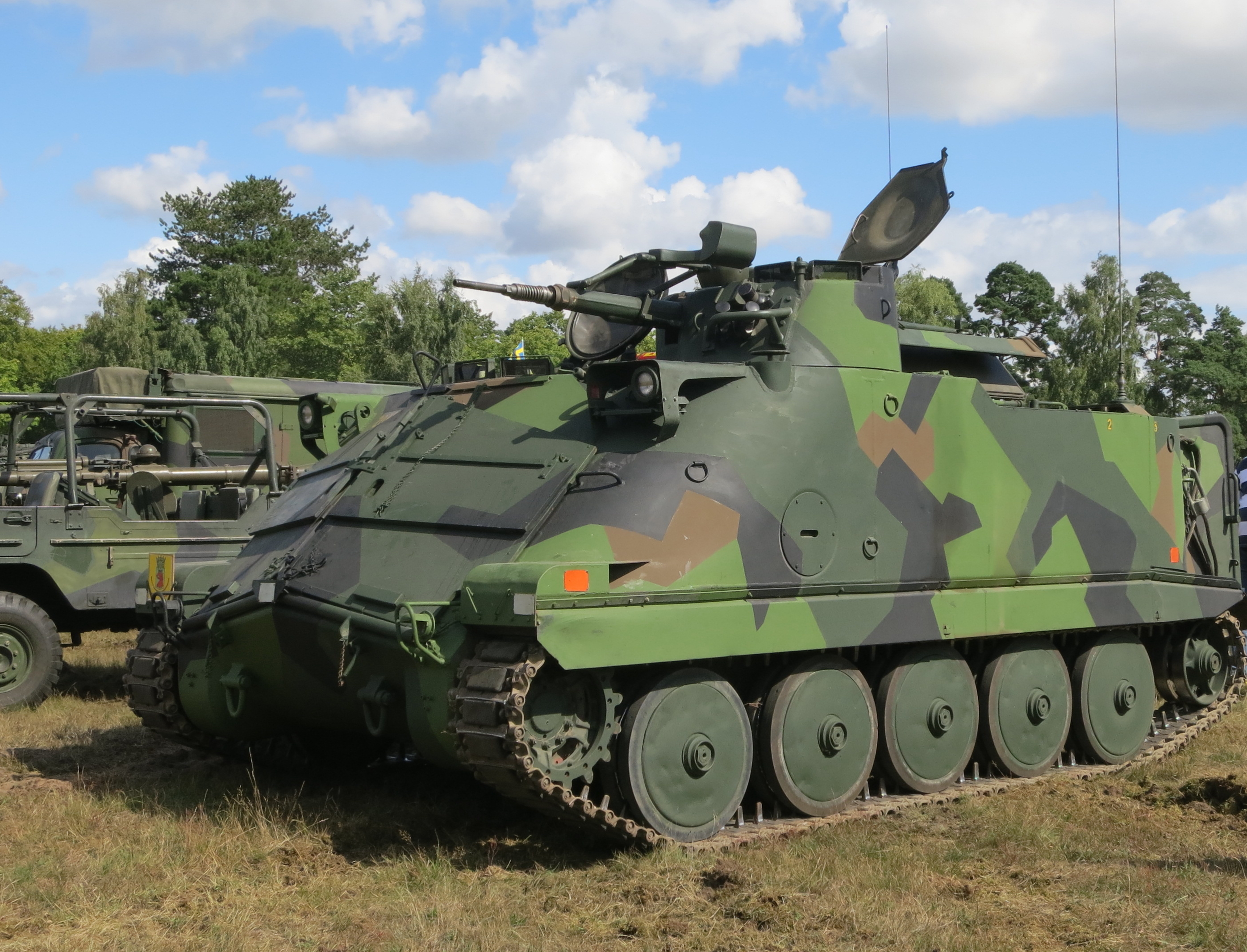
20-мм пушка на БТР Pbv 302

По меркам 1960-х годов бронетранспортер Pbv 302 получил необычайно мощное вооружение, что позволило некоторым экспертам причислять его к лёгким БМП. Машину оснастили 20-мм автоматической пушкой HS804, производства компании «Испано-Сюиза», которая в 1972 году была поглощена швейцарским концерном «Эрликон». Орудие устанавливалось в небольшой башне кругового вращения в передней части корпуса, у левого борта. Башня имела ручные приводы наведения и обеспечивала обстрел наземных и воздушных целей, но в последнем случае, требовалось вести огонь с открытым люком, так как зенитный прицел был установлен прямо на стволе пушки. Скорость наведения орудия не обеспечивала поражение скоростных целей. Для стрельбы по наземным целям наводчик имеет оптический прицел восьмикратного увеличения.
Орудие использовало патроны 20х110 mm с осколочно-фугасными и бронебойными снарядами, весом 132—137 г. Боекомплект включал 405 осколочно-фугасных снарядов в трёх лентах и 100 бронебойных снарядов в 10 обоймах. Скорострельность — 500 выстрелов в минуту, начальная скорость снаряда — 850 м/с. Эффективная дальность стрельбы — 2000 м.

### Двигатели и трансмиссия
Бронетранспортер оснащён дизельным двигателем Volvo-Penta Model THD 100B, разработанным шведской корпорацией «Вольво». Двигатель шестицилиндровый, четырёхтактный, имеет турбонаддув. При 2200 оборотах в минуту он развивает мощность 280 л.с. Удельная мощность бронетраспортера — 20,74 л.с. на тонну. Двигатель располагается горизонтально, под полом машины. Там же находится механическая трансмиссия Volvo-Penta T60. Главный фрикцион сухой, дисковый, механическая коробка передач имеет восемь скоростей для движения вперёд и три назад. Особенности трансмиссии не позволяют бронетранспортёру разворачиваться на месте.

### Ходовая часть
Ходовая часть включает в себя по пять опорных катков на борт. Катки двойные, с резиновыми бандажами. Катки имеют торсионную подвеску,   на первых и последних катках установлены гидравлические амортизаторы.  Поддерживающих роликов нет. Ведущими колёсами являются передние. Удельное давление на грунт — 0,5 кг/см².

## Дальнейшее развитие проекта
В 1970-х годах компания «Хэгглунд» предложила модификации Pbv 302 Mk2 и Pbv 302 Improved. Предполагалось создать на базе бронетранспортёра боевую машину пехоты. Было намечено применить новый двигатель Volvo TDH 100C, мощностью 312 л.с., механизмы поворота с гидростатической передачей. Боковые стенки корпуса должны были стать наклонными, количество десантников уменьшалось. Размещение десанта также менялось, теперь они сидели лицом к бортам и могли вести огонь через бойницы. Основным вооружением машины предполагалась 25-мм автоматическая пушка «Эрликон KBA» с силовыми приводами наведения. Опытный образец был даже построен в металле, но после принятия решения о разработке принципиально новой БМП Strf 90 переделка старых машин потеряла смысл.